# 鐵尺

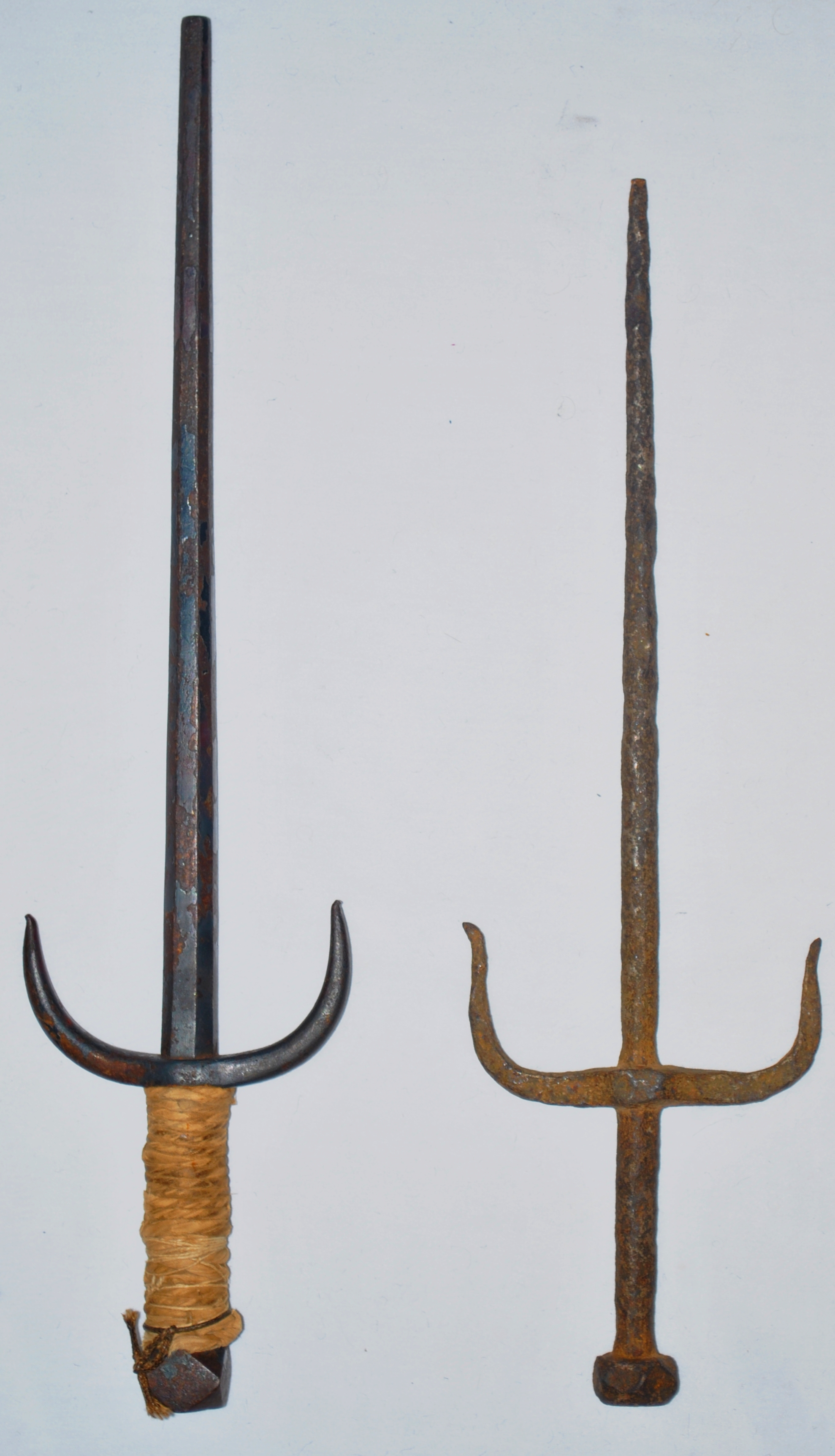
釵

筆架叉，又名鐵尺，是一種冷兵器，在琉球稱為釵。

## 制式
筆架叉這種短兵器能與手持刀、棒、槍等各類武器的敵人交戰。在印度、東亞、東南亞等地都曾被使用。基本招式有打、刺、勾、卸等，亦可用於投擲，屬於攻防一體的靈活武器，用法相當多元化，隨著手指及手掌的不同持法，會有很多種招式變化。

## 琉球的釵
在琉球，釵的原型本來並不鋒銳，用法有如短棒。有指釵除了是武器之外，亦是農耕時用以量度農作物或作為犁而使用。釵的基本用法是以左右手各持一柄，一組兩柄共同使用。樣子跟日本傳統武器十手頗為相似。製成「卍」字形的釵，則稱為「太子手」。

## 二次創作
- 《忍者龜》：拉斐尔
- 《真三國無雙系列》：王異
- 《少年陰陽師》：勾陣
- 《真人快打系列》: 美蓮娜 （页面存档备份，存于）